# Univerzální diferenciální rovnice
Univerzální diferenciální rovnice
někdy také Rubelova rovnice, je nelineární obyčejná diferenciální rovnice čtvrtého stupně
{\displaystyle 2y''''(y')^{2}-5y'''y''y'+3(y')^{3}=0}
Univerzalitou je míněna vlastnost této rovnice, že libovolná spojitá funkce {\displaystyle \mathbb {R} \rightarrow \mathbb {R} } může být s libovolnou přesností aproximována některým z řešení této rovnice. Idea pochází od amerického matematika Lee Alberta Rubela, explicitně vlastnost pro tuto rovnici formuloval v roce 1981 americký fyzik Richard James Duffin. Výsledek má sloužit především k ilustraci principiální nemožnosti klasifikovat v obecnosti řešení nelineárních obyčejných diferenciálních rovnic.